# The Cave (computerspel)
The Cave is een platform- en avonturencomputerspel ontwikkeld door Double Fine Productions en gedistribueerd door Sega. Het spel is beschikbaar voor PlayStation 3, Xbox 360 en Wii U. Voor Microsoft Windows, Mac OS X en Linux is het spel aan te kopen en te downloaden via Steam.
Het spel werd ontwikkeld door Ron Gilbert, bedenker van onder meer Monkey Island en Maniac Mansion. The Cave heeft een kleine overeenkomst met Maniac Mansion: bij start van het spel dient de speler te kiezen met welke drie personages (uit een totaal van zeven) hij het spel wil spelen. Naargelang de keuze verloopt het spelverloop en manier om hindernissen op te lossen anders. De drie gekozen personages dienen met elkander samen te werken. Daarnaast heeft elk van hen een unieke eigenschap.

## Gameplay
The Cave speelt zich af in een magische grot bestaande uit doolhoven en tunnels. Bij start van het spel staan zeven personen (eigenlijk acht, want een te selecteren personage is een tweeling) aan de grot. Zij geloven dat ze iets over zichzelf kunnen leren door de grot te exploreren. Ook zal de speler het personage en zijn donkere kanten beter leren kennen tijdens het spelverloop. Zo zal bijvoorbeeld de ridder op zoek gaan naar een amulet. Hij ontmoet een prinses die het amulet in bezit heeft, maar zij wordt aangevallen door een draak. De prins zal de prinses niet redden, maar laat haar opeten door de draak. De draak spuwt het amulet uit waardoor de ridder dit in bezit krijgt.
In de grot dienen de personages op zoek te gaan naar allerhande objecten om deze her en der te gebruiken, een techniek die vooral in avonturenspellen wordt gebruikt. De speler zal de drie personages moeten inschakelen om bepaalde taken te volbrengen. Zo zal bijvoorbeeld een personage een draak moeten afleiden met een bel, tegelijkertijd dient een tweede personage op zoek te gaan naar lokaas en het derde personage dient een val op te zetten. Zo zal de draak uiteindelijk worden verslaan.
Hoewel het spel in eerste instantie bedoeld is voor een speler, bestaat er een mogelijkheid om consoles of computers met elkaar te verbinden zodat elk personage door een andere speler wordt bestuurd.

## Personages
| Personage           | Gift                                                                                 | Extra level |
| ------------------- | ------------------------------------------------------------------------------------ | ----------- |
| Ridder              | De ridder kan zich met zijn schild beschermen en overleeft vallen van grotere hoogte | The Tower   |
| Hillbilly           | Kan zijn adem oneindig inhouden                                                      | Carnival    |
| Tijdreiziger        | Kan door bepaalde obstakels reizen en over water zweven.                             | Museum      |
| Avonturier          | Kan met behulp van een touw met anker over hindernissen springen.                    | Pyramid     |
| Twee-eiige tweeling | Kunnen hun lichaam van hun geest scheiden.                                           | Estate      |
| Wetenschapper       | Kan computers hacken en sommige verborgen gangen toegankelijk maken                  | Laboratory  |
| Monnik              | Kan met behulp van telekinese objecten verplaatsen.                                  | Temple      |

## Einde
Naargelang de gekozen personages heeft het spel in totaal 14 verschillende eindes: 7 goede en 7 slechte.

### Slechte afloop
Het spel eindigt met een slechte afloop wanneer de gebruiker in de foyer van de grot een gestolen gadget mee naar buiten neemt.

### Goede afloop
Het spel eindigt met een goede afloop wanneer de gebruiker in de foyer van de grot de kassabediende blijft aandringen om een gestolen gadget terug te nemen.

## Verwijzingen naar andere spellen
- In de grot staan verkoopautomaten met Grog XD. De Grog-automaten komen voor in alle spellen uit de Monkey Island-franchise. De Grog XD-automaat is voor het eerst te zien in Tales of Monkey Island.
- Wanneer de computer data inlaadt, verschijnt er in de rechterbovenhoek een veelhoek bestaande uit blauwe en witte cirkelvormige lijnen. Een gelijkaardige cirkel wordt getoond tijdens het opstarten van Day of the Tentacle.